# Liechtenstein i olympiska vinterspelen 1936
Liechtenstein deltog i olympiska vinterspelen 1936. Detta var första gången Liechtenstein deltog i ett vinter-OS. Fyra deltagare ställde upp:
- Franz Schädler, alpint (nr 51)
- Hubert Negele, alpint (nr 55)
- Eugen Büchel, tvåmannsbob (nr 8)
- Eduard von Falz-Fein, tvåmannsbob (nr 8)